# Tranvía de Barranquilla
El Tranvía de Barranquilla fue una red de tranvías creada en Barranquilla, Colombia, a iniciativa de Francisco Javier Cisneros, quien obtiene la concesión del tranvía en 1887, siendo inaugurado en 1890. Fue recibido inmediatamente con entusiasmo por los barranquilleros, quienes lo vieron como un avance extraordinario. Siendo un tranvía de tracción animal, constaba de vagones con una capacidad de 9 a 15 pasajeros, tirados por mulas (por lo que también se conocía como "tranvía de sangre"). Se construyeron dos líneas, comenzando desde una estación cerca de la estación Montoya y luego sirviendo las principales calles y puntos clave de la ciudad. Los proyectos de modernización del tranvía quedaron inconclusos, la obsolescencia de su infraestructura y un servicio de autobuses mejorado causaron el fin de sus actividades en 1927.
En 2012, un estudio financiado por el gobierno francés y llevado a cabo por la oficina de investigación Artelia estima que el tranvía en Barranquilla es un medio viable de transporte, lo que podría llevar a la construcción de una nueva red.

## Historia
En Colombia, los primeros tranvías tirados por caballos fueron construidos en Bogotá y Medellín en 1884 y 1887. El tranvía, como el modo de transporte de pasajeros en Barranquilla, también nacido en la segunda mitad del siglo XIX. En 1887, la asamblea constitutiva del Estado Soberano de Bolívar otorga la concesión del tranvía a Francisco Javier Cisneros. El trabajo comienza el año siguiente y finaliza dos años después, después de varias interrupciones. Así, durante la colocación de las líneas de ferrocarril dirigidas por el ingeniero Antonio Luis Armenta, se descubren los restos de un cementerio indígena en el barrio Abajo, y es de una gran superficie.· El 26 de septiembre de 1889, Cisneros registra la Barranquilla Tramway Company en Charleston, Estados Unidos.
El tranvía fue inaugurado la noche del 26 de abril de 1890. La inauguración se lleva a cabo con una máquina de vapor, pero más tarde, debido a que la mayoría de las casas son de paja, las mulas se utilizarán para tirar de los vehículos. A finales del siglo XIX, el tranvía empresa cuenta con 12 coches y 42 mulas.

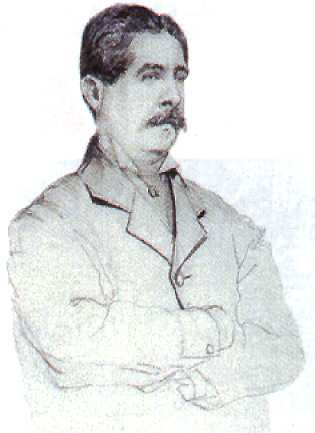
Francisco Javier Cisneros, principal impulsor del tranvía de Barranquilla.

En 1906, Francisco E. Baena, director de la compañía de tranvías Barranquilla decidió modernizar la empresa con el deseo de abandonar la tracción animal en favor de la eléctrica y extender las líneas a Soledad y Sabanalarga, proyectos que nunca pudo culminarse. En la década de 1920, la empresa fue comprada por el municipio de Barranquilla. El tranvía se enfrenta a automóviles que aparecen al principio del siglo y con chivas cuyos pasajes eran del mismo valor que el tranvía. La obsolescencia de las líneas y la falta de modernización tecnológica del tranvía causan su declive, el servicio de autobuses está mejorando al mismo tiempo. Finalmente cesa sus actividades en 1927.
En 1930, el Barranquilla Railway Pier & Co. fue expropiada por el gobierno de Colombia y se reconstituye con su nombre original Ferrocarril Barranquilla. Luego sirve para transportar pasajeros y carga a Puerto Colombia hasta 1941.

## Líneas
El tranvía se componía de dos líneas que salían de una estación cercana a la estación Montoya y luego servían a las principales calles y puntos clave de la ciudad. Así, la primera línea pasaba por la puerta del edificio de la aduana, continuando por la calle de San Blas (calle 35) hasta el callejón del Progreso (carrera 41). Luego giraba hacia el oriente para pasar por el paseo de Bolívar y San Nicolás antes de terminar en el mercado.
En cuanto a la segunda línea, llamada La Floresta, iba desde la carrera de la Luz (carrera 51B) hasta la calle del Dividivi (calle 45 o Murillo). Continuaba luego en las alturas de la ciudad a nivel del barrio de Las Quintas. Luego, recorría el callejón del Progreso (carrera 41) hasta la calle de las Vacas (calle 30) antes de desembocar en el mercado.